# Magyarmezőtanya
Magyarmezőtanya (románul: Valea Ungurului) falu Romániában, Maros megyében.

## Története
Kozmatelke község része. A trianoni békeszerződésig Kolozs vármegye Tekei járásához tartozott.

## Népessége
2002-ben 9 lakosa volt, ebből 9 román nemzetiségű.

## Vallások
A falu lakói közül 9-en ortodox hitűek.